# 怖矛齒鯰
怖矛齒鯰，為輻鰭魚綱鯰形目鯰科的其中一種，為熱帶淡水魚，分布於亞洲泰國至印尼淡水流域，本魚頭上半部扁長，具有一個凹的輪廓，兩對觸鬚，上頜骨觸鬚在胸鰭，下顎觸鬚短上延伸,眼被皮膚覆蓋，背鰭發育不良，臀鰭長，胸鰭大，體長可達100公分，棲息在底層水域，以魚類為食，生活習性不明，可做為食用魚。